# Helwingia
Chi Helwingia bao gồm các loài cây bụi và một số ít cây gỗ nhỏ có nguồn gốc từ Đông Á, dãy Himalaya và bắc Đông Dương. Đây là chi duy nhất trong họ Thanh giáp diệp Helwingiaceae.

## Các loài
Các loài trong chi Helwingia được ghi nhận từ World Checklist of Selected Plant Families bao gồm:
1. Helwingia chinensis Batalin - Thailand, Myanmar, China: Gansu, Guizhou, Hubei, Hunan, Shaanxi, Sichuan, Tibet, Yunnan
2. Helwingia himalaica Hook.f. & Thomson ex C.B.Clarke - Thailand, Myanmar, Bhutan, Nepal, India: Assam, Sikkim, China: Tibet, Chongqing, Guangdong, Guangxi, Guizhou, Hubei, Hunan, Sichuan, Yunnan
3. Helwingia japonica (Thunb.) F.Dietr. - Japan (incl. Ryukyu Islands), Korea, Taiwan, Myanmar, Bhutan, Vietnam, India: Assam, Sikkim, China: Anhui, Fujian, Gansu, Guangdong, Guangxi, Guizhou, Henan, Hubei, Hunan, Jiangsu, Jiangxi, Shaanxi, Shandong, Shanxi, Sichuan, Yunnan, Zhejiang
4. Helwingia omeiensis (W.P.Fang) H.Hara & S.Kuros. - China: Gansu, Guangxi, Guizhou, Hubei, Hunan, Shaanxi, Sichuan, Yunnan